# Scott Adkins
Pour les articles homonymes, voir Adkins.
Scott Adkins est un acteur, producteur, scénariste, artiste martial et cascadeur britannique, né le 17 juin 1976 à Sutton Coldfield (Angleterre).
Combattant expérimenté, il possède plusieurs ceintures noires dans différents styles d'arts martiaux.
Au cinéma, il commence à acquérir une certaine notoriété dans le genre des films d'action après sa participation en 2006 au film Un seul deviendra invincible : Dernier Round (Undisputed II: Last Man Standing) où il interprète le personnage de Yuri Boyka. Il retrouve ce personnage en 2010 dans Un seul deviendra invincible : Rédemption (Undisputed III: Redemption) et en 2017 dans Boyka : Un seul deviendra invincible (Boyka: Undisputed IV).

## Biographie

### Jeunesse et formation
Scott Edward Adkins grandit en Angleterre, dans une famille d’artisans bouchers. Il découvre les arts martiaux à dix ans à travers le club de judo local.
Par la suite, il s'initie au taekwondo à l'âge de 14 ans et au kick boxing à l'âge de 16 ans avec Anthony Jones, obtenant une ceinture noire à 19 ans et devenant finalement instructeur de kickboxing pour la Professional Karate Association. Il a donné des cours au Fitness First à Bearwood, Smethwick, une fois par semaine.
Il s'essaie parallèlement à la comédie au Sutton Coldfield College puis à la Webber Douglas Academy of Dramatic Art.

### Carrière
Tout en menant une carrière régulière à la télévision britannique (Doctors, EastEnders, Septième Ciel, Holby City), Scott Adkins poursuit son chemin comme acteur dans le cinéma d'action, côtoyant les stars Jackie Chan (Espion amateur, Le Médaillon), Tsui Hark (Black Mask 2 : City of Masks), Jet Li (Danny the Dog), Matt Damon (La Vengeance dans la Peau) ou encore Hugh Jackman (X-Men Origins : Wolverine).
L'année 2003 marque le début de sa collaboration avec le réalisateur Isaac Florentine (en), sur le film de guerre Special Forces. Florentine en fait l'un de ses comédiens fétiches et le propulse sur le devant de la scène avec Un seul deviendra invincible 2 : Dernier Round (2006), en lui confiant le personnage de Yuri Boyka, un combattant russe impitoyable, plébiscité par le public au point qu'il revient en tête d'affiche dans Un seul deviendra invincible 3 - Redemption (2010).
Le duo tourne également Trafic mortel avec Jean-Claude Van Damme en 2008, puis l'année suivante Ninja et sa suite Ninja 2 : Shadow of a Tear (2013), Close Range (2015) et Seized (en) (2020), qui est leur huitième collaboration.
Il tourne également avec Jean-Claude Van Damme dans Assassination Games (2011), Expendables 2 : Unité spéciale (2012) et Universal Soldier : Le Jour du jugement (2012).
En 2014, il apparaît dans La Légende d'Hercule. L'année suivante, il tourne dans Boyka: Un seul deviendra invincible, le quatrième volet de la saga Undisputed, coproduit (mais non réalisé) par Isaac Florentine.

## Filmographie

### Cinéma
- 2001 : Espion amateur (Te wu mi cheng) de Teddy Chan : Un garde du corps de Lee
- 2001 : Pure Vengeance de Ross Boyask : Danny (court métrage)
- 2001 : Dei seung chui keung de Wei Tung : Isaac Borman
- 2002 : Black Mask 2 : City of Masks de Tsui Hark : Dr Lang
- 2003 : Special Forces d'Isaac Florentine : Talbot
- 2003 : Le Médaillon (The Medallion) de Gordon Chan : un homme de main
- 2005 : Danny the Dog de Louis Leterrier : le combattant dans la piscine
- 2005 : Pit Fighter : Combattant clandestin de Jesse V. Johnson : Nathan
- 2006 : La Panthère Rose (The Pink Panther) de Shawn Levy : Jacquard
- 2006 : Un seul deviendra invincible : Dernier Round (Undisputed II : Last Man Standing) d'Isaac Florentine : Yuri Boyka
- 2007 : La Vengeance dans la Peau (The Bourne Ultimatum) de Paul Greengrass : l'agent Kiley
- 2008 : Trafic mortel ou L'Empreinte de la vengeance (The Shepherd : Border Patrol) d'Isaac Florentine : Karp
- 2008 : Stag Night de Peter A. Dowling : Carl
- 2009 : X-Men Origins: Wolverine de Gavin Hood : l'arme XI (doublure de Ryan Reynolds)
- 2009 :The Tournament de Scott Mann : Yuri Petrov
- 2009 : Ninja d'Isaac Florentine : Casey Bowman
- 2010 : Un seul deviendra invincible : Rédemption (Undisputed III : Redemption) d'Isaac Florentine : Yuri Boyka
- 2011 : Assassination Games d'Ernie Barbarash : Roland Flint
- 2012 : Bad Yankee (El Gringo) : l'Homme
- 2012 : Expendables 2 : Unité spéciale (The Expendables 2) de Simon West : Hector
- 2012 : Universal Soldier : Le Jour du jugement (Universal Soldier : Day of Reckoning) de John Hyams : John
- 2013 : Zero Dark Thirty de Kathryn Bigelow : John
- 2013 : La Crypte du dragon (Legendary : Tomb of the Dragon) d'Eric Styles : Travis Preston
- 2013 : Ninja 2: Shadow of a Tear d'Isaac Florentine : Casey Bowman
- 2013 : Green Street 3 : Never Back Down de James Nunn : Danny Harvey
- 2014 : La Légende d'Hercule (The Legend of Hercules) de Renny Harlin : le roi Amphitryon
- 2015 : Zero Tolerance de Wych Kaosayananda : Steven
- 2015 : Wolf Warrior (Zhàn láng) de Wu Jing : Tomcat
- 2015 : Close Range d'Isaac Florentine : Colton MacReady
- 2015 : Re-Kill de Valeri Milev : Parker
- 2016 : Home Invasion de David Tennant : Heflin
- 2016 : Jarhead 3 : Le Siège (Jarhead 3 : The Siege) de William Kaufman : le sergent Guinny Raines
- 2016 : Grimsby : Agent trop spécial (Grimsby) de Louis Leterrier : Pavel Lukashenko
- 2016 : Criminal : Un espion dans la tête (Criminal) d'Ariel Vromen : Pete Greensleeves
- 2016 : Chasse à l'homme 2 (Hard Target 2) de Roel Reiné : Wes Baylor
- 2016 : Boyka : Un seul deviendra invincible (Boyka : Undisputed IV) de Todor Chapkanov : Yuri Boyka
- 2016 : Doctor Strange de Scott Derrickson : Lucian / Strong Zealot
- 2016 : Eliminators de James Nunn : Thomas
- 2017 : Chien sauvage (Savage Dog) de Jesse V. Johnson : Martin Tillman
- 2017 : American Assassin de Michael Cuesta : Victor
- 2018 : Profession tueur (Accident Man) de Jesse V. Johnson : Mike Fallon
- 2018 : Le Collectionneur de dettes (The Debt Collector) de Jesse V. Johnson : French
- 2018 : Incoming d'Eric Zaragoza : Reiser
- 2018 : Karmouz War de Peter Mimi : l'officier fou
- 2019 : Abduction d'Ernie Barbarash : Quinn
- 2019 : Triple Threat de Jesse V. Johnson : Collins
- 2019 : Avengement de Jesse V. Johnson : Cain Burgess
- 2019 : Ip Man 4 : Le Dernier Combat (Yè wèn 4 : Wánjié piān) de Wilson Yip : le sergent-chef Barton Geddes
- 2020 : Jeux d'espions (Legacy of Lies) d'Adrian Bol : Martin Baxter
- 2020 : Le Collectionneur de dettes 2 (The Debt Collector 2) de Jesse V. Johnson : French
- 2020 : Seized (en) d'Isaac Florentine : Nero
- 2020 : Dead Reckoning d'Andrzej Bartkowiak : Marco
- 2020 : Max Cloud de Martin Owen : Max
- 2021 : One Shot de James Nunn : Jake Harris
- 2021 : Piège de métal (Castle Falls) de Dolph Lundgren : Mike Wade
- 2022 : Day Shift de J. J. Perry : Diran Nazarian
- 2022 : Section Eight de Christian Sesma : Leonard Locke
- 2022 : Accident Man: Hitman's Holiday (Accident Man 2) de George Kirby et Harry Kirby : Mike Fallon
- 2023 : John Wick: Chapter 4 de Chad Stahelski : Killa Harkan
- 2023 : Lights Out de Christian Sesma : Don « The Reaper » Richter
- 2023 : One More Shot de James Nunn : Jake Harris
- 2023 : Matrah Matrouh de Wael Ihsan et Shaimaa Ibrahim : Joseph
- 2024 : The Killer's Game de J. J. Perry : Angus Mackenzie[2]
- 2025 : RIP de Joe Carnahan
- 2025 : Diablo de Ernesto Díaz Espinoza : Kris Chaney

### Télévision
- 1998 : Dangerfield
- 1999 : Central City : Jake Clanton
- 2000 : Doctors : Ross
- 2002 : Mutant X : Marko
- 2003 : EastEnders : Joe
- 2005 : Septième Ciel : Ed Russe
- 2005 : Hollyoaks : Ryan
- 2006 : Holby City (Mile High) : Bradley Hume
- 2012-2014 : Métal Hurlant Chronicles : Guillam / Joe Manda

## Distinctions

### Récompenses
- Action On Film International Film Festival (en) 2010 : meilleure révélation dans un film d'action dans Un seul deviendra invincible : Rédemption
- Jackie Chan Action Movie Awards (en) 2017
  - meilleur combat dans Boyka : Un seul deviendra invincible
  - meilleur acteur dans un film d'action dans Boyka : Un seul deviendra invincible

## Voix françaises
En France, Fabien Jacquelin est la voix française régulière de Scott Adkins. Boris Rehlinger et Loïc Houdré l'ont également doublé à quatre reprises.